# U-Vox
Albums de Ultravox
Lament
(1984) Revelation
(1993)
Singles
1. Same Old Story
Sortie : septembre 1986
2. All Fall Down
Sortie : novembre 1986
3. All in One Day
Sortie : juin 1987

U-Vox est le huitième album studio d'Ultravox, sorti en 1986. C'est le premier sur lequel n'apparaît pas le batteur Warren Cann, l'un des membres fondateurs du groupe. Il est remplacé par Mark Brzezicki.
Comme ses quatre prédécesseurs, U-Vox se classe dans le Top 10 au Royaume-Uni en atteignant la 9e place, bien qu'aucun des 45 tours qui en sont tirés ne dépasse la 30e position du classement singles.
Le chanteur et guitariste Midge Ure quitte le groupe après la sortie de U-Vox, et Ultravox se sépare après la tournée de promotion de l'album.

## Titres
Toutes les chansons sont créditées à Midge Ure, Billy Currie et Chris Cross.

### Face 1
1. Same Old Story – 4:38
2. Sweet Surrender – 4:34
3. Dream On – 4:47
4. The Prize – 5:37
5. All Fall Down – 5:09

### Face 2
1. Time to Kill – 4:26
2. Moon Madness – 3:28
3. Follow Your Heart – 4:53
4. All in One Day – 5:09

## Musiciens
- Midge Ure : chant, guitare
- Billy Currie : violon, claviers, synthétiseur
- Chris Cross : basse, synthétiseur, chœurs

Personnel additionnel :
- Mark Brzezicki : batterie
- Beggar & Co Horns ; cuivres sur Same Old Story
- Carol Kenyon : chœurs sur Same Old Story et The Prize
- Kevin Powell : basse sur Sweet Surrender
- Derek Watkins, Gary Barnacle, John Thirkell, Pete Thoms : cuivres sur The Prize
- The Chieftains : sur All Fall Down
- George Martin : arrangements et direction de l'orchestre sur All in One Day